# 瓦爾倫加峰
46°35′11.4″N 9°42′21.6″E / 46.586500°N 9.706000°E

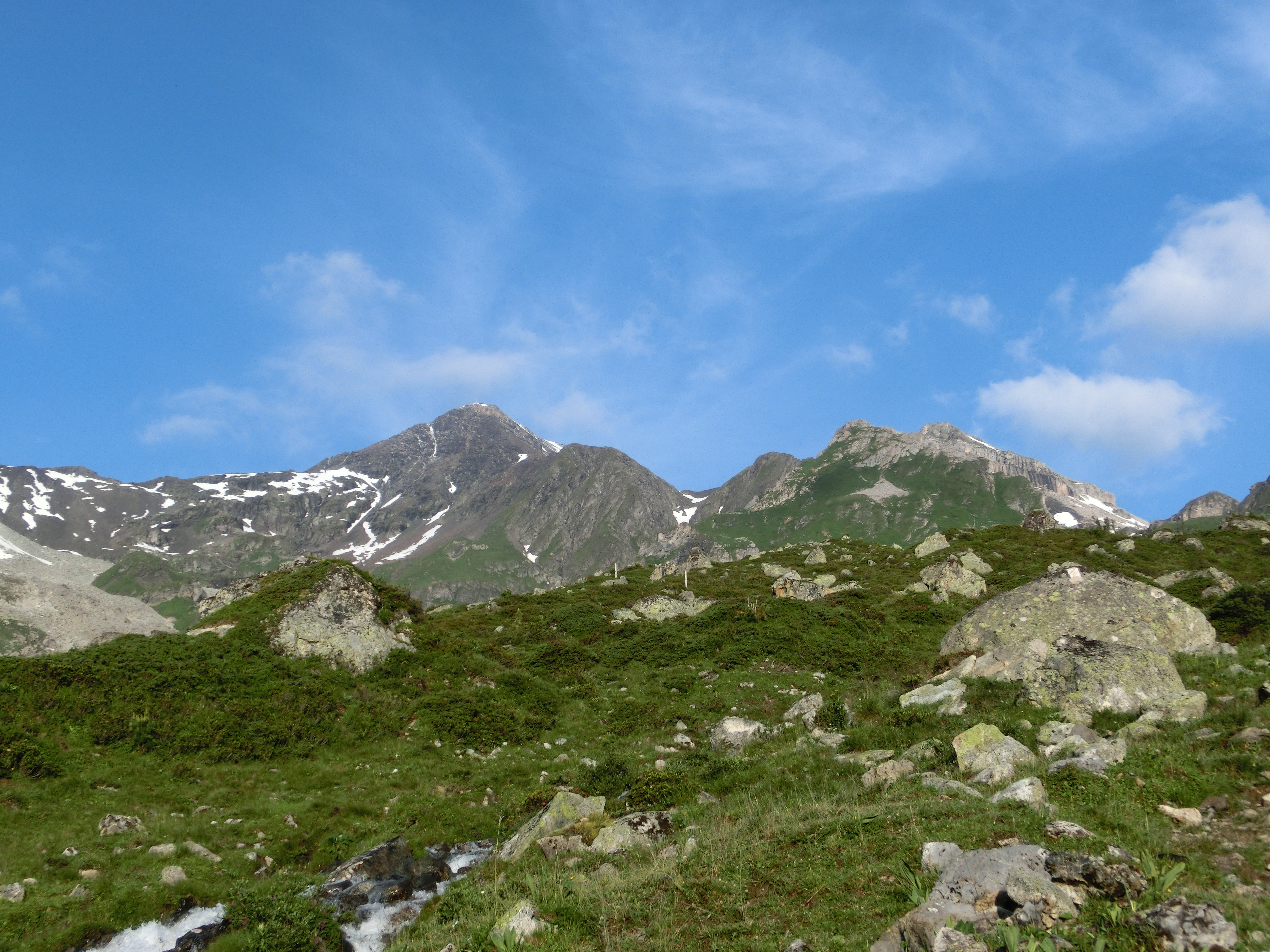

瓦爾倫加峰（Piz Val Lunga），是瑞士的山峰，位於該國東南部，由格勞賓登州負責管轄，屬於阿杜拉阿爾卑斯山脈的一部分，距離薩爾特拉斯峰0.5公里，海拔高度3,078米，每年平均降雨量1,729毫米。